# Hollabrunni járás
A Hollabrunni járás Ausztriában, Alsó-Ausztria tartományban található. Hollabrunni járás Horni, Mistelbachi, Korneuburgi, Tullni és Kremsvidéki járásokkal határos. Lakosainak száma 50 858 fő (2019. január 1.).

## A járáshoz tartozó települések
- Alberndorf im Pulkautal
- Göllersdorf
- Grabern
- Guntersdorf
- Hadres
- Hardegg
- Haugsdorf
- Heldenberg
- Hohenwarth-Mühlbach am Manhartsberg
- Hollabrunn
- Mailberg
- Maissau
- Nappersdorf-Kammersdorf
- Pernersdorf
- Pulkau
- Ravelsbach
- Retz
- Retzbach
- Schrattenthal
- Seefeld-Kadolz
- Sitzendorf an der Schmida
- Wullersdorf
- Zellerndorf
- Ziersdorf